# Philippa Gregory
Philippa Gregory (ur. 9 stycznia 1954 w  Nairobi) – angielska powieściopisarka historyczna, która publikuje swoje dzieła od 1987 roku. Jej prawdopodobnie najbardziej znaną powieścią są Kochanice króla (2001), którą w 2008 roku zekranizowano pod tym samym tytułem.
Amerykańskie czasopismo „AudioFile” określiło Gregory „królową brytyjskiej fikcji historycznej”.

## Życiorys
Philippa Gregory urodziła się w 1954 roku w Nairobi, ówczesnej stolicy Kolonii Kenii (współcześnie Republika Kenii), jako druga córka Elaine (Wedd) i Arthura Percy’ego Gregorych. Jej matka wychowała się w wiejskim domu w Somerset, a ojciec był synem kierownika cegielni w Plymouth.
Kiedy III Rzesza zaatakowała Polskę, rodzice pisarki zostali powołani do wojska i spotkali się w pobliżu bazy lotniczej; jej ojciec trafił wówczas do RAF-u. W 1955 roku jej ojciec, który pracował jako operator radiowy i nawigator linii lotniczej East African Airways, zginął w katastrofie lotniczej. Blisko rok później rodzina opuściła Kenię i przeprowadziła się do Anglii. Matka Gregory wróciła z córką do Somerset, a kiedy pisarka miała cztery lata przeniosły się do Bristolu.

Gdyby Hitler nie najechał na Polskę, nigdy by się [rodzice] nie spotkali ani nie pobrali, a ja nigdy bym się nie urodziła.

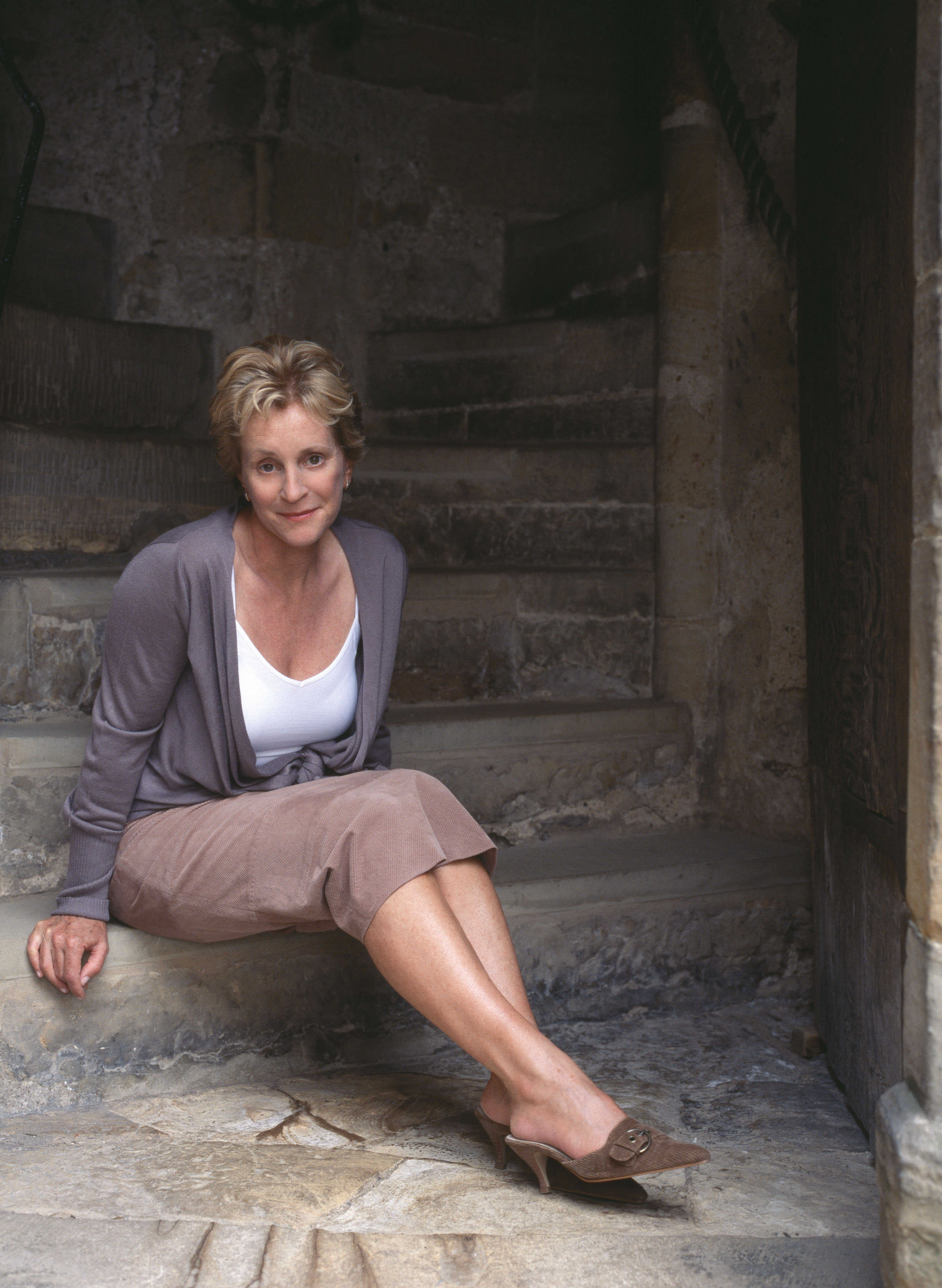
Philippa Gregory

Gregory jako uczennica sprawiała problemy, m.in. próbowała zrzeszyć swoje koleżanki w związku sprzeciwiającym się szkolnym mundurkom. W wieku 18 lat opuściła szkołę i rozpoczęła kurs dziennikarstwa na National Council for Training Journalists w Cardiff. Następnie zatrudniła się w „Portsmouth News”. Kiedy skończyła tam staż zapisała się na kurs literatury angielskiej na Uniwersytecie Sussex, gdzie obowiązkowe było studiowanie drugiego przedmiotu; Gregory zdecydowała się na naukę historii. Po uzyskaniu tam dyplomu przez dwa lata pracowała jako dziennikarka, reporterka i producentka w radiu BBC. W 1985 roku Gregory uzyskała na Uniwersytecie Edynburskim doktorat z literatury XVIII wieku.
Nauczała na University of Durham, The Open University, a w 1994 roku otrzymała tytuł fellow na Kingston University. Ten akademicki rodowód zapewnił Gregory bagaż wiedzy historycznej. Szczególnym entuzjazmem darzyła okres Tudorów i XVIII wiek.
W 2013 roku literacka recenzentka, Helen Brown, z brytyjskiego dziennika „The Daily Telegraph” napisała na jego łamach: „Gregory zrobiła imponującą karierę przemieniając pełen życia i pasji, niezależny byt w historyczne szlachcianki, których osobowości spoczywały wcześniej na drzewach genealogicznych, a zapamiętane zostały jedynie jako waluta dyplomatyczna i klacze rozrodcze (…) Historyczna fikcja Gregory zawsze była w zajmujący sposób spekulatywna (odczuwający pokusę do szydzenia powinni zauważyć, że nigdy nie twierdziła inaczej) i nie brakuje jej romantycznej licencji”.

## Kontrowersje w twórczości
Naprawdę powinniśmy przestać poważnie traktować powieściopisarzy historycznych jako historyków. Pomysł, że mają autorytet, jest absurdalny. Są bardzo dobrzy w wyobrażaniu postaci: dlatego powieści się sprzedają. Nie mają kompetencji, jeśli chodzi o korzystanie ze źródeł historycznych. Koniec, kropka.

Gregory stwierdziła, na swojej oficjalnej stronie internetowej, że jej „przywiązanie do historycznej rzetelności” jest wizytówką jej pisania. Jednak historycy kwestionują to. David Starkey, który wystąpił u boku Gregory w dokumencie o Annie Boleyn, mało pochlebnie określił jej pracę jako „dobry przykład Mills and Boon”.
Amerykańska filozofka, Susan Bordo, uznała, że najbardziej urągliwe dla historyków nie jest wypaczenie przez nią faktów, ale skrytykowała pisarkę, za twierdzenia o prezentowaniu przez nią prawdy historycznej, słowami: „samozwodnicze i autopromocyjne zuchwalstwo”. Zaznaczyła też, że istotny jest nie tyle nadmiar nieścisłości w książkach Brytyjki, ale „nacisk Gregory na jej skrupulatne trzymanie się historii, co najbardziej denerwuje uczonych”.
W powieści Kochanice króla stworzony przez autorkę wizerunek Anny Boleyn, drugiej żony Henryka VIII, spotkał się z krytyką. Powieść sugeruje, że bohaterka cudzołożyła i dopuszczała się kazirodztwa ze swoim bratem, pomimo powszechnego uznania, że była niewinna zarzucanych jej czynów. Powieściopisarz Robin Maxwell co do zasady odmówił napisania rekomendacji tej publikacji, opisując książkową charakterystykę Anny jako „okrutną, nie do przyjęcia”.

## Życie prywatne
Gregory wraz ze swoim pierwszym mężem, Peterem Chislettem, i małą córką mieszkali w mieście Hartlepool. Anthony Mason, jej następny mąż, pochodzi z Północy. W 2005 roku przeprowadzili się na farmę w Yorkshire i zaczęli prowadzić uprawę rolną. Gregory ma córkę (ur. 1981), syna (ur. 1993), a także czworo pasierbów.

## Twórczość

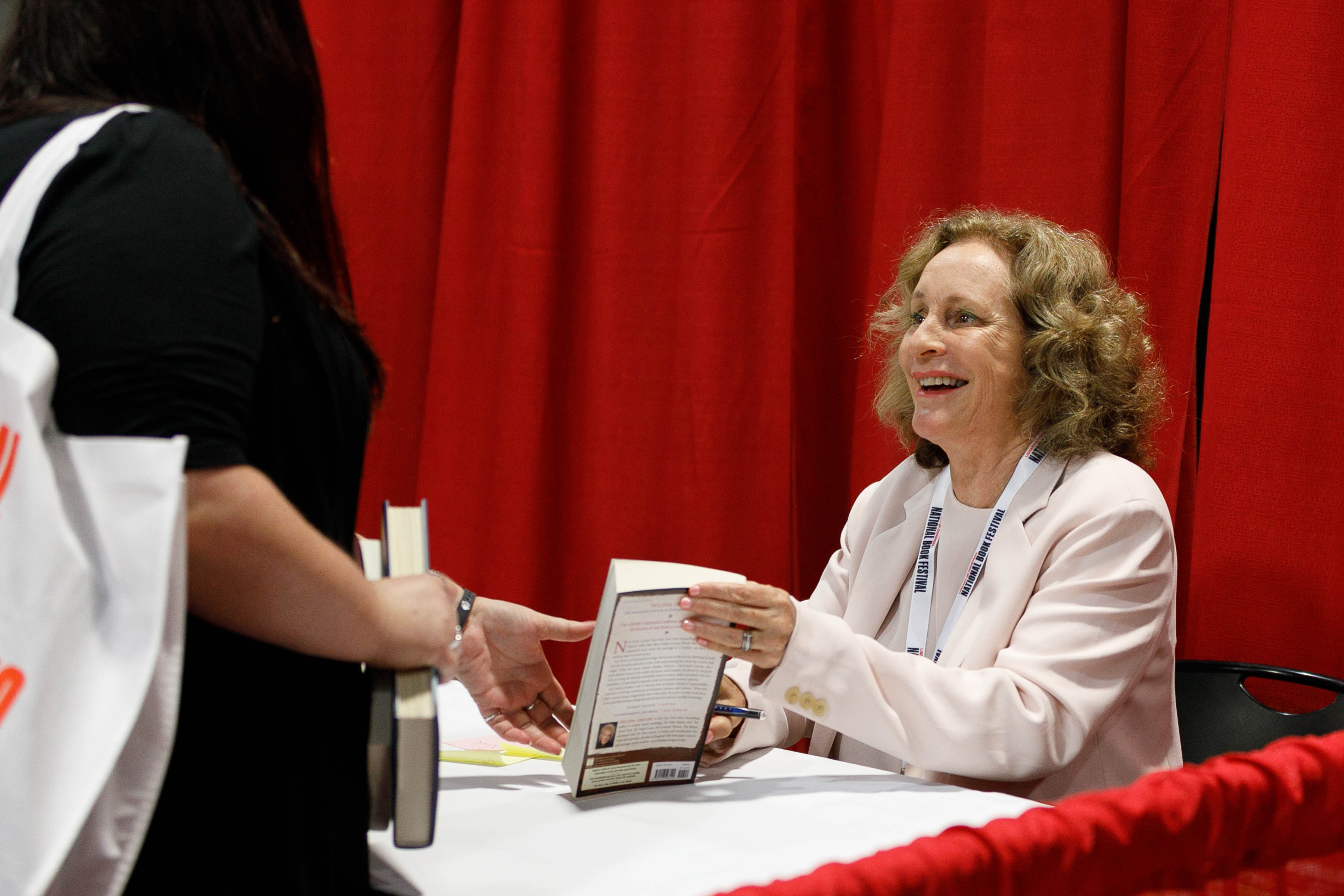
Gregory podpisująca dla fanów książki (National Book Festival, 2019)

(w nawiasie podano: oryginalny tytuł, rok 1. polskiego wydania, nazwisko przekładającego utwór)

### Powieści
Trylogia o majątku Wideacre
- 1987: Majątek Wideacre (Wideacre, 1993, Hanna Milewska)[22]
- 1989: Dziecko szczęścia (The Favoured Child, 1994, Teresa Gaweł, Maryla Szurek)[23]
- 1990: Meridon (2008, Ewelina Jagła, Katarzyna Karłowska)[24]

Cykl Tradescant
- 1998: Ziemskie radości (Earthly Joys, 2004, Ewa Teresa Witecka)[25]
- 1999: Virgin Earth[26]

Cykl The Plantagenet and Tudor
Wcześniej osobno jako dwie serie Cykl Tudorowski (Tudor Court, 9) i Wojna kuzynów (Cousins’ War, 6); od 2016 r. na oficjalnej stronie internetowej Gregory powieści te zaliczane są do jednego cyklu, The Plantagenet and Tudor Novels
- 2001: Kochanice króla (The Other Boleyn Girl, 2008, Urszula Gardner)[31]
- 2003: Błazen królowej (The Queen’s Fool, 2007, Barbara Korzon)[32]
- 2004: Kochanek dziewicy (The Virgin’s Lover, 2009, Urszula Gardner)[33]
- 2005: Wieczna księżniczka (The Constant Princess, 2010, Urszula Gardner)[34]
- 2006: Dwie królowe (The Boleyn Inheritance, 2011, Urszula Gardner)[35]
- 2008: Uwięziona królowa (The Other Queen, 2013, Maria Grabska-Ryńska, Maciej Grabski)[36]
- 2009: Biała królowa (The White Queen, 2009, Urszula Gardner)[37]
- 2010: Czerwona królowa (The Red Queen, 2011, Urszula Gardner)[38]
- 2011: Władczyni rzek (The Lady of the Rivers, 2012, Urszula Gardner)[39]
- 2012: Córka Twórcy Królów (The Kingmaker’s Daughter, 2013, Urszula Gardner)[40]
- 2013: Biała księżniczka (The White Princess, 2014, Urszula Gardner)[41]
- 2014: Klątwa Tudorów (The King’s Curse, 2015, Urszula Gardner)[42]
- 2015: Ostatnia żona Tudora: Poskromienie królowej (The Taming of the Queen, 2016, Urszula Gardner)[43]
- 2016: Trzy siostry, trzy królowe (Three Sisters, Three Queens, 2017, Urszula Gardner)[44]
- 2017: Zmierzch Tudorów: Dziewięciodniowa królowa i jej siostry (The Last Tudor, 2018, Urszula Gardner)[45]

Cykl Zakon Ciemności (The Order of Darkness)
- 2012: Odmieniec (Changeling, 2013, Maciejka Mazan)[46]
- 2013: Krucjata (Stormbringers, 2014, Maciejka Mazan)[47]
- 2014: Złoto głupców (Fools’ Gold, 2014, Maciejka Mazan)[48]
- 2018: Dark Tracks[49]

Cykl Fairmile
- 2019: Tidelands[50]
- 2020: Dark Tides[51]

Samodzielne powieści
- 1992: Mrs. Hartley and the Growth Centre / Alice Hartley’s Happiness[52]
- 1996: Perfectly Correct[53]
- 1992: Czarownica (The Wise Woman, 1994, Maryla Szurek)[54]
- 1993: Żona oficera (Fallen Skies, 2014, Urszula Gardner)[55]
- 1995: Nobliwy proceder (A Respectable Trade, 2016, Urszula Gardener)[56][57]
- 1996: Dom cudzych marzeń (The Little House, 2011, Urszula Gardner)[58]
- 2000: Zelda’s Cut[59]

### Opowiadania
Kolekcje
- 2000: Bread and Chocolate[60]

### Książki dla dzieci
Cykl Florizella
- 1988: Princess Florizella[61]
- 1991: Florizella and the Wolves[62]
- 1992: Florizella and the Giant[63]

Samodzielne tytuły
- 1996: Diggory and the Boa Conductor[64]
- 1994: The Little Pet Dragon[65]
- 1999: Pirate Story: A Tale of the High Seas[66]

### Literatura faktu
- 2011: Kobiety Wojny Dwu Róż: Księżna, królowa i królowa matka, współautorzy: David Baldwin, Michael Jones (The Women of the Cousins’ War: The Duchess, the Queen and the King’s Mother, 2013, Urszula Gardner)[67]

## Adaptacje
Filmy
- 2003: The Other Boleyn Girl (telefilm, reż. Philippa Lowthorpe, oparty na fabule powieści Kochanice króla)[68]
- 2008: Kochanice króla (reż. Justin Chadwick, oparty na fabule powieści Kochanice króla)[69]

Seriale
- od 2010: W małym domku (miniserial, reż. Jamie Payne, oparty na fabule powieści Dom cudzych marzeń)[70]
- 2013: Biała królowa (miniserial, reż. Colin Teague, James Kent, Jamie Payne, oparty na fabule powieści: Biała królowa, Czerwona królowa, Córka Twórcy Królów)[71][72]
- 2017: Biała księżniczka (miniserial, reż. Jamie Payne, Alex Kalymnios, oparty na fabule powieści Biała księżniczka)[73][71]
- od 2019: Hiszpańska księżniczka (reż. Birgitte Stærmose, Stephen Woolfenden, oparty na fabule powieści Wieczna księżniczka i Klątwa Tudorów)[74]